# Villa del Sol
Villa del Sol és una concentració de població designada pel cens dels Estats Units a l'estat de Texas. Segons el cens del 2000 tenia 132 habitants.

## Demografia
Segons el cens del 2000, Villa del Sol tenia 132 habitants, 35 habitatges, i 31 famílies. La densitat de població era de 283,1 habitants per km².
Dels 35 habitatges en un 60% hi vivien nens de menys de 18 anys, en un 60% hi vivien parelles casades, en un 17,1% dones solteres, i en un 11,4% no eren unitats familiars. En el 8,6% dels habitatges hi vivien persones soles el 5,7% de les quals corresponia a persones de 65 anys o més que vivien soles. El nombre mitjà de persones vivint en cada habitatge era de 3,77 i el nombre mitjà de persones que vivien en cada família era de 4,06.
Per edats la població es repartia de la següent manera: un 48,5% tenia menys de 18 anys, un 4,5% entre 18 i 24, un 25,8% entre 25 i 44, un 17,4% de 45 a 60 i un 3,8% 65 anys o més.
L'edat mediana era de 22 anys. Per cada 100 dones de 18 o més anys hi havia 88,9 homes.
La renda mediana per habitatge era de 20.809 $ i la renda mediana per família de 21.250 $. Els homes tenien una renda mediana de 22.188 $ mentre que les dones 0 $. La renda per capita de la població era de 7.442 $. Aproximadament el 12,5% de les famílies i el 16,8% de la població estaven per davall del llindar de pobresa.

## Poblacions més properes
El següent diagrama mostra les poblacions més properes.